# Федерация (благотворительный фонд)
«Федера́ция» — благотворительный фонд, зарегистрированный в 2010 году.
Основателем фонда является Владимир Киселёв, а его жена Елена Север-Киселёва является «патронессой» фонда.

## История
Фонд организовывал благотворительные концерты с участием знаменитостей (Вуди Аллен, Андреа Бочелли, Френсис Форд Коппола, Джереми Айронс, Орландо Блум, Стивен Сигал, Софи Лорен и Дионн Уорвик), на одном из которых в декабре 2010 года Владимир Путин спел по-английски; однако собранные деньги не дошли до нуждающихся больных детей, в поддержку которых и проводились широко рекламируемые концертные мероприятия. Представители фонда на критику ответили, что они не собирают деньги, а лишь привлекают внимание общественности к конкретным проблемам. Скандал привлёк внимание прессы, в том числе высказывалось мнение оппозиции, что фонд занимается отмыванием денег.
Широкие рекламные кампании фонда продолжались в Москве и в 2011 году, мероприятия прошли 9 и 10 июля, при этом, площади под огромные рекламные транспаранты с изображением портретов «патронессы» фонда «Федерация» Елены Север (жены Владимира Киселёва), мэрия Москвы выделила бесплатно, признав их социально значимой для города рекламой.
По состоянию на 2012 год реквизиты фонда, его устав, сведения о попечителях фонда не публиковались. Официальный сайт фонда http://federationfund.ru не работает.

## Спонсоры
Спонсоры благотворительного фонда: «Ростелеком», «Согаз», «Инфра-Инжиниринг», «Благотворительный фонд Святителя Василия Великого», «Лентелефонстрой».

## Мероприятия
- 10 декабря 2010 года — концерт в Ледовом дворце в Санкт-Петербурге.
- 9—10 июля 2011 года — концерт на Воробьёвых горах в Москве.
- 22 ноября 2011 года — концерт в спорткомплексе «Олимпийский» в Москве.
- 29 ноября 2014 года — аукцион в «Барвиха Luxury Village» в Москве.[8]